# Semnan
Semnan (perz. سمنان: Semnan; ili سمن: Seman) je grad u Iranu i sjedište Semnanske pokrajine. Smješten je na južnim padinama gorja Alborz odnosno na sjevernim rubnim dijelovima pustinje Dašt-e Kavir. Grad je osnovan u ranom starom vijeku, a najveći procvat doživio je tijekom kadžarskog razdoblja. Prema popisu stanovništva iz 2006. godine u Semnanu je živjelo 126.780 ljudi.

## Vanjske poveznice
- (perz.) Službene stranice Semnana  Arhivirana inačica izvorne stranice od 30. siječnja 2021. (Wayback Machine)

Ostali projekti
|  | Zajednički poslužitelj ima još gradiva o temi Semnan |